# SN 2007ev
SN 2007ev – supernowa typu Ia odkryta 27 czerwca 2007 roku w galaktyce A224006+2441. W momencie odkrycia miała maksymalną jasność 18,10m.